# Tyrone Township (comté de Blair, Pennsylvanie)

Tyrone Township est un township, situé dans le comté de Blair, en Pennsylvanie, aux États-Unis,.

## Démographie
Lors du recensement de 2020, le township comptait une population de 1 876 habitants.